# Bloque Democrático (Túnez)
El Bloque Democrático de Túnez es un grupo parlamentario de creado en 2016 en la 1ª Legislatura de la Asamblea de Representantes del Pueblo.  Retoma el nombre de un grupo parlamentario creado en la Asamblea Nacional Constituyente de Túnez de 2011 pero la composición es diferente. 
En la 1ª Legislatura estuvo formado por los partidos Hizb el-Harak, Corriente Democrática y Movimiento del Pueblo. 
En la 2ª Legislatura de la Asamblea de Representantes del Pueblo iniciada el 13 de noviembre de 2019 está formada por: Corriente Democrática, el Movimiento del Pueblo, el Partido de la voz de los agricultores, la Unión Democrática y Social, el Frente Popular y una lista de independientes.

## Histórico y organización

### Efectivos y nombres
| Año  | Nombre           | Número de diputados | evolución | porcentaje |
| ---- | ---------------- | ------------------- | --------- | ---------- |
| 2016 | Bloque demócrata | 12                  | -         | 5.5%       |
| 2019 | Bloque demócrata | 41                  | 29        | 18,9%      |

### Presidentes
- 2016 - 2019   : Salem Labiadh
- 2019-2020   : Ghazi Chaouachi[3]
- desde 2020 : Hichem Ajbouni

## Listado de diputados

### 2016-2019
| apellido          | partido                    | distrito                          |
| ----------------- | -------------------------- | --------------------------------- |
| Imed Daimi        | Congreso para la República | Circunscripción de medenina       |
| Mabrouk Hrizi     | Congreso para la República | Kasserine                         |
| Sabri Dekhil      | Congreso para la República | Distrito electoral de Gabès       |
| Ibrahim Ben dijo  | Congreso para la República | Distrito electoral de Kebili      |
| Samia Abbou       | Corriente democrática      | Primera circunscripción de Túnez  |
| Noomane El Euch   | Corriente democrática      | Primera circunscripción de Sfax   |
| Ghazi Chaouachi   | Corriente democrática      | Ben Arous                         |
| Salem Labiadh     | Movimiento del Pueblo      | Circunscripción de medenina       |
| Zouhair Maghzaoui | Movimiento del Pueblo      | Distrito electoral de Kebili      |
| Ridha Dellai      | Movimiento del Pueblo      | Béja                              |
| Rim Thairi        | Corriente de amor          | Kairouan                          |
| Mohamed El Hamdi  | Corriente de amor          | Distrito electoral de Sidi Bouzid |

### 2019-2024
Corriente demócrata
- Nabil Hajji (Ariana)
- Ghazi Chaouachi (Ben Arous)
- Farhat Rajhi (Bizerte)
- Mohamed Dihaeddine Ben Amor (Gabès)
- Nizar Makhloufi (Kairouan)
- Sofien Makhloufi (La Manouba)
- Amal Saïdi (Le Kef)
- Najmeddine Ben Salem (Mahdia))
- Lazhar Chemli (Monastir)
- Mhamed Bounani (Nabeul 1)
- Hatem Karoui (Nabeul 2)
- Noomane El Euch (Sfax 1)
- Salem Ktata (Sfax 2)
- Lasaâd Hajlaoui (Sidi Bouzid)
- Ridha Zaghmi (Sousse)
- Samia Abbou (Tunis 1)
- Hichem Ajbouni (Tunis 2)
- Mounira Ayari (Amériques et reste de l'Europe)
- Zied Ghanney (France 1)
- Anouar Ben Chahed (France 2)
- Majdi Kerbaï (Italie)
- Mohamed Ammar (Monde arabe et reste du monde)

Movimiento del Pueblo
- Ridha Dallaï (Béja)
- Kamel Habib Farraj (Gabès)
- Haykel Mekki (Gafsa)
- Lotfi Ayadi (Jendouba)
- Khaled Krichi (Kairouan)
- Zouhair Maghzaoui (Kébili)
- Abderrazak Aouidet (La Manouba)
- Hatem Boubakri (Le Kef)
- Salem Labiadh (Médenine)
- Leïla Haddad (Médenine)
- Houcem Moussa (Monastir)
- Abdessalam Ben Amara (Sfax 1)
- Ali Ben Oun (Sfax 2)
- Badreddine Gammoudi (Sidi Bouzid)
- Mohsen Arfaoui (Tozeur)

Fartido de la voz de los agricultores
- Fayçal Tebbini ( Jendouba )

Frente popular
- Mongi Rahoui ( Jendouba )

Unión Democrática y Social
- Adnen Hajji ( Gafsa )

Ciudadanía y desarrollo
- Chokri Dhouïbi ( Tozeur )